# Осарсиф
Осарсиф, Осарсеф (устар. Озарсиф; др.-греч. Ὀσαρσὴφ) — легендарный жрец Древнего Египта, упомянутый эллинистическим историком Манефоном в несохранившемся труде «История Египта», которого цитирует Иосиф Флавий в полемическом сочинении «О древности иудейского народа. Против Апиона».

## Содержание
Иосиф Флавий сообщает, смешивая в рассказе данные о XVIII и XIX династиях (Против Апиона. Кн. I. Гл. 26), что царь Аменофис (фараон Аменхотеп III, отец Эхнатона) «подобно Гору, одному из своих царственных предшественников, пожелал созерцать богов». Его советник Аменофис, сын Пааписа (визирь Аменхотеп, сын Хапу) «сказал ему, что он сможет созерцать богов, если полностью очистит страну от прокажённых и других нечистых» людей. Тогда царь велел собрать их по всему Египту и «приказал заключить их в каменоломни к востоку от Нила, чтобы те работали там наравне с прочими египетскими заключенными. Среди них, говорит он, было даже несколько ученых жрецов».
Далее Иосиф, описывая какое-то религиозно-социальное нестроение в Египте, приводит выдержку из Манефона дословно (Против Апиона. Кн. I. Гл. 26):
«С тех пор как осквернённых отправили в каменоломни, прошло немало времени, и царь пожаловал им некогда оставленный пастухами город Аварис, чтобы у них было собственное пристанище и кров. Этот город по древнему преданию был посвящён Тифону. Придя туда, они получили возможность обособиться и избрали своим предводителем некого Осарсифа, жреца из Гелиополя, и дали клятву во всём подчиняться ему. Своим первым законом тот запретил поклоняться богам, воздерживаться от особо почитаемых в Египте священных животных, но всех приносить в жертву и употреблять их в пищу, а также повелел не вступать в общение ни с кем, кроме связанных с ними единой клятвой. Издав эти и многие другие постановления, которые были особенно враждебны египетским обычаям, он приказал сообща соорудить оборонительную стену и готовиться к войне с царём Аменофисом. Сам же, собрав жрецов и прочих своих нечистых сограждан, решил отправить посольство к изгнанным Тетмосом пастухам в город, называемый Иерусалим. <Ранее Иосиф, как и Птолемей Мендесский, называл этого царя Амосисом>. Рассказав о том, какому бесчестию подвергли его самого и других, он стал уговаривать их вместе пойти войной против Египта. Он предложил им направиться сначала в Аварис, на родину их предков, где пообещал приготовить для войска обильные запасы продовольствия, а когда будет нужно, на их стороне вступить в войну и без труда покорить им страну. Обрадованные этим обстоятельством, те единодушно выступили в поход <…>. Аменофис, царь Египта, лишь только узнал об их появлении, <…> приказал доставить к себе священных животных, особо чтимых в храмах, и повелел каждому жрецу укрыть почитаемые статуи богов в наиболее безопасных местах. Своего пятилетнего сына Сетоса, называвшегося Рамессом по имени отца Рамсеса, он отправил к своему другу. А сам, с отборным египетским войском, <…> не стал вступать в сражение с шедшими навстречу врагами, поскольку ему пришла в голову мысль, что он идёт против воли богов, а повернул назад и возвратился в Мемфис. Взяв Аписа и других доставленных туда священных животных, он тотчас отправился в Эфиопию со всей своей свитой и войском, <…> А пришедшие из Иерусалима гиксосы вместе с нечистыми жителями Авариса обращались с покорённым населением настолько бесчеловечно, что их владычество для тех, кто был свидетелем их святотатства, казалось самым ужасным из всех зол. Ибо они <…> не удовольствовались разграблением храмов и осквернением статуй богов, но употребляли их для разведения огня и приготовления мяса почитаемых священных животных, причём сперва они заставляли самих жрецов и прорицателей закалывать и приносить их в жертву, а затем, раздевая их самих донага, прогоняли. Говорят, что тот самый жрец, который основал их государство и написал законы, происходил из Гелиополя и звался Осарсифом по имени тамошнего бога Осириса, но, оказавшись среди них, он изменил своё имя и стал называться Моисей».
Иосиф Флавий пишет своими словами далее:
«Манефон между тем сообщает, что после этого Аменофис пришёл из Эфиопии с огромным войском, и сын его Рамесс, также во главе своего войска. Вместе они напали на пастухов и прокаженных, наголову разбили их и, многих из них умертвив на месте, остальных преследовали до сирийских пределов» (Против Апиона. Кн. I. Гл. 27). И также: «По словам Манефона, Аменофис через тринадцать лет (ибо столько лет суждено было ему пребывать в изгнании) пришел из Египта с огромным войском и, напав на пастухов и прокажённых, одержал победу в этом сражении, причем многих он умертвил на месте, а остальных преследовал до пределов Сирии» (Против Апиона. Кн. I. Гл. 28).

## Историческая основа
Исследователи (египтологи и богословы) оценивали сведения о «прокажённых и нечистых» и их предводителе по-разному — от полного отрицания, до полного доверия. Наиболее популярны три направления интерпретаций: память о Амарнском периоде, память о борьбе с гиксосами и античная антииудейская пропаганда.
В сочинении «О древности иудейского народа. Против Апиона» Иосиф Флавий борется с антииудейской полемикой. Он резко критикует как «вздорное и лживое» сообщение своего письменного источника о египетском происхождении Моисея и отождествлении его последователей с прокажёнными. Историю об иудеях как о больных, некогда изгнанных из Египта (но без упоминания Осарсифа), воспроизводили эллинистические историки и писатели: в I веке н. э. философ, историк и филолог Херемон Александрийский (Против Апиона. Кн. I. Гл. 33), историк Лисимах (относил события ко времени царя Бокхориса. Против Апиона. Кн. I. Гл. 34), а также историк и грамматик Апион (относил события к VIII до н. э. Против Апиона. Кн. II. 1-13), затем во II веке философ Цельс (Ориген. Против Цельса. I 23; III 5; IV 47). Сообщениям Лисимаха и Апиона в I веке н. э. следовал и римский историк Корнелий Тацит (История. V 3 sq.).
Акад. В. В. Струве изучал фрагменты Манефона о прокажённых в своих ранних работах; в них он заключает, что рассказ о прокаженных является смешанным из различных эпизодов египетской истории: религиозной реформы Эхнатона, смуты перехода от XIX к XX дин. и ассирийским завоеванием Египта. Позднее он сделал вывод о том, что сообщения полны «самых невероятных нелепостей» и являются позднейшими антииудаистскими вставками. В дальнейшем В. В. Струве планировал доказать, что фрагменты о прокаженных являются вставкой написанной неким антииудаистским писателем. Однако публикация труда «Манефон и его Время» прервалась на 2-й главе.
За фигурой Осарсифа египтологи пытались разглядеть туманные исторические воспоминания о 17-летнем правлении Эхнатона (вычеркнутого из официальных анналов), о вторжении в Египет гиксосов, либо о тираническом правлении визиря Ирсу. Египтолог Ян Ассман приходит к заключению, что Осарсиф — своего рода коллективная фигура, соединившая обрывки разрозненных исторических воспоминаний.
Зигмунд Фрейд отталкивался от истории об Осарсифе при написании трактата «Этот человек Моисей». В литературе также обращалось внимание на сходство имени Осарсифа с Иосифом, а также на то, что в рассказах и о том, и о другом видное место отводится сновидениям.
Историки И. А. Ладынин и А. А. Немировский в ряде статей выдвигают гипотезу о том, что «рассказ о прокаженных» является контаминацией исторических эпизодов амарнской реформы и смены XIX и XX дин. Египта.